# كارولين بينيت (ممثلة هزلية)
كارولين بينيت (بالإنجليزية: Carolyn Bennett)‏ (22 مايو 1962، مونتريال في كندا)؛ ممثلة هزلية وروائية كندية.

## روابط خارجية
- كارولين بينيت على موقع IMDb (الإنجليزية)